# Walter Joseph Ciszek
Walter Joseph Ciszek (Shenendoah, 4. studenoga 1904. – New York, 8. prosinca 1984.), bio je američki isusovac poljskoga podrijetla, svećenik Ruske grkokatoličke Crkve i misionar u Sovjetskomu Savezu (1939. – 1963.), u kojemu je petnaest godina proveo na prisilnu radu u gulagu i pet u moskovskomu zatvoru Lubianki.
Povratkom u Sjedinjene Države, o svojemu je misionarskom radu napisao memoare S Bogom u Rusiji (With God in Russia, 1964.) te bio sveučilišni predavač na više sveučilišta. Nosi naslov Sluge Božjega, a od devedesetih se provodi postupak njegove beatifikacije.

## Djela
- With God in Russia (suautor Daniel L. Flaherty), McGraw-Hill: New York, 1964.
- He Leadeth Me (suautor Daniel L. Flaherty), Doubleday: New York, 1973.
- With God in America (posmrtno), Loyola Press: Chicago, 2016.

## Vanjske poveznice
- Sabrana djela (engl.)